# 王中青
王中青（1912年—1990年3月31日），原名王忠卿，男，山西长治人，中华人民共和国政治人物。

## 生平
王中青是山西长治捉马村人。早年就读于山西省立第四师范学院，后考入并州大学、山西教育学院，参加学生运动。1937年，加入八路军，后任386旅任旅政治部宣传副科长、干部教育科长、太岳军区政治部宣传教育部长。1946年，被长治地区选为国大代表，后担任到晋冀鲁豫中央局宣传部工作、华北局任宣传部宣传科科长。
1949年，担任山西省人民政府教育厅副厅长。1956年，任山西省人民委员会副省长。文化大革命期间被批斗降职，1979年，再次出任山西省人民政府副省长。